# ミルフォード・ヘイヴン侯爵

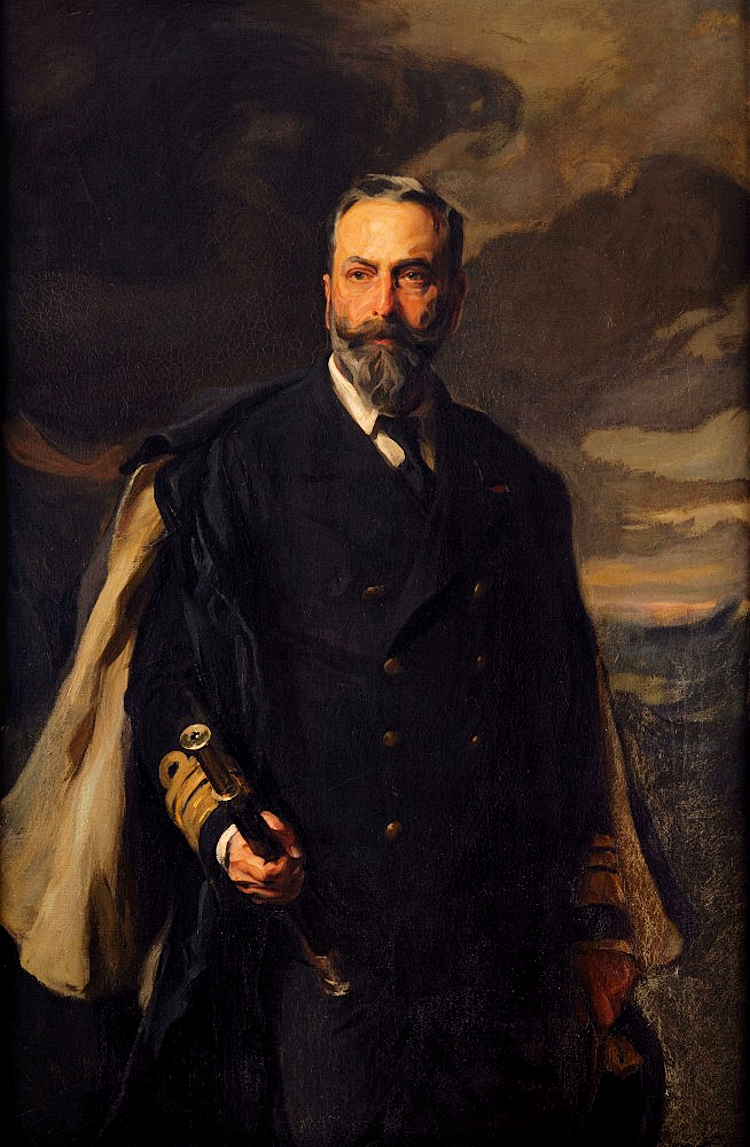
バッテンベルク公ルートヴィヒ

ミルフォード・ヘイヴン侯爵（英: Marquess of Milford Haven）は、イギリスの侯爵、貴族。連合王国貴族爵位。1917年7月17日に第一海軍卿にまで登りつめた軍人ルイス・マウントバッテン海軍元帥が叙位されたことに始まる。

## 歴史
ドイツのヘッセン大公家の傍系たるバッテンベルク家出身のルイス・マウントバッテン(1854-1912)は渡英後に英国海軍に入隊、1912年には第一海軍卿にまで登りつめたのち、1914年に退役した。彼は第一次世界大戦中に反独感情を考慮して、バッテンベルク家の称号の放棄と、マウントバッテンへの家名変更を行った。ルイスはその直後の1917年7月17日に国王ジョージ5世よりミルフォード・ヘイヴン侯爵(Marquess of Milford Haven)に叙された。彼は同時にメディナ伯爵(Earl of Medina)とオルダニー子爵(Viscount Alderney)にも叙されたため、ミルフォード・ヘイヴン侯爵にはこれら二つの連合王国貴族爵位が付属する。侯爵位の法定推定相続人は、儀礼称号としてメディナ伯爵と称する。
初代侯ルイスの後はその直系男子で続き、彼のひ孫にあたる4代侯ジョージ(1961-)が現当主である。
なお、初代侯の次男ルイス・マウントバッテンは新規に初代マウントバッテン・オブ・ビルマ伯爵に叙されている。
爵位名のミルフォード・ヘイヴンはウェールズ西部のペンブルックシャーにある港湾都市にちなむ。
一族の邸宅はサセックス州に所在するグレート・トリペッツ・エステート(Great Trippetts Estate)。

## 現当主の保有爵位
現当主である第4代ミルフォード・ヘイヴン侯爵ジョージ・マウントバッテンは以下の爵位を有している。
- 第4代ミルフォード・ヘイヴン侯爵(4th Marquess of Milford Haven)
(1917年7月17日の勅許状による連合王国貴族爵位)
- 第4代メディナ伯爵(4th Earl of Medina)
(1917年7月17日の勅許状による連合王国貴族爵位)
- 第4代オルダニー子爵(4th Viscount Alderney)
(1917年7月17日の勅許状による連合王国貴族爵位)

## ミルフォード・ヘイヴン侯爵（1917年）
- 初代ミルフォード・ヘイヴン侯爵ルイス・マウントバッテン （1854年 - 1921年）
- 第2代ミルフォード・ヘイヴン侯爵ジョージ・マウントバッテン  （1892年 - 1938年）
- 第3代ミルフォード・ヘイヴン侯爵デイヴィッド・マウントバッテン （1919年 - 1970年）
- 第4代ミルフォード・ヘイヴン侯爵ジョージ・マウントバッテン（1961年 - ）
  - 侯爵位の法定推定相続人は、4代侯の息子であるメディナ伯爵(儀礼称号)ヘンリー・マウントバッテン（1991年 - ）

### 註釈
1. ↑  ルートヴィヒはこの時ジョージ5世から公爵位授与を持ち掛けられたが、家格維持の困難さから断っている[3]。